# ديزني دريم
ديزني دريم هي سفينة سياحية تديرها شركة ديزني كروز لاين، وهي جزء من شركة والت ديزني. وهي تبحر حاليًا برحلات بحرية لمدة ثلاثة أيام وأربعة أيام وعرضية لمدة خمسة أيام إلى جزر البهاما. دخلت الخدمة في عام 2011؛ تم نشر سفينة أختها، ديزني فانتسي، في عام 2012.

## الروابط الخارجية
- Disney Cruise Line
- Disney Dream Photo Gallery